# Maarten Vandevoordt
Maarten Vandevoordt (Sint-Truiden, 26 februari 2002) is een Belgisch voetballer die als doelman speelt.

## Clubcarrière
Vandevoordt begon te voetballen bij Brustem VV in zijn thuisstad Sint-Truiden en stapte vervolgens over naar de jeugdopleiding van KRC Genk. In de voorbereiding van het seizoen 2018/19 haalde toenmalig hoofdcoach Philippe Clement hem naar de A-kern waar hij derde doelman werd achter Danny Vukovic en Nordin Jackers. Op 22 juli 2018 debuteerde hij in een oefenwedstrijd tegen KSK Heist, die Genk met 1-3 won. In de voorbereiding op het seizoen 2019/20 schoof Vandevoordt een plaats op in de prikorde toen Jackers werd uitgeleend aan Waasland-Beveren, en na de zware achillespeesblessure van Vuković werd hij zelfs tweede doelman. Op 24 september 2019 debuteerde hij op zeventienjarige leeftijd in de beker tegen KSK Ronse. Hij stond de volledige wedstrijd onder de lat en hield zijn netten schoon in een 0-3-overwinning.
In december 2019 gaf trainer Hannes Wolf hem een basisplaats in de bekerwedstrijd tegen Antwerp FC, die op 3-3 eindigde na verlengingen. Vandevoordt pakte in de strafschoppenserie een elfmeter van Wesley Hoedt, maar kon niet vermijden dat Genk in de achtste finale werd uitgeschakeld. Na een gesprek met eerste doelman Gaëtan Coucke besloot Wolf Vandevoordt vijf dagen later in doel te laten staan voor de competitiewedstrijd tegen Cercle Brugge. Genk versloeg de hekkensluiter die avond met 1-2. Op 10 december 2019 kreeg Vandevoordt ook zijn kans in het Champions League-duel tegen SSC Napoli, waardoor hij met 17 jaar en 287 dagen de jongste doelman ooit werd in de Champions League. Vandevoordt ging tegen Napoli na twee minuten al in de fout, maar toch beloonde Genk hem enkele dagen later met een contractverlenging tot medio 2023. Een maand later sloeg het noodlot echter toe, want net toen Vandevoordt zijn basisplaats volledig beet leek te hebben liep hij een elleboogblessure op die hem maanden aan de kant zou gaan houden.
Tijdens de voorbereiding op het seizoen 2020/21 liep Vandevoordt corona op. Op de zevende en achtste competitiespeeldag verving hij Danny Vuković, die op zijn beurt corona had opgelopen, tegen respectievelijk KV Oostende (2-2) en Waasland-Beveren (1-1). Na vier maanden bankzitten kreeg Vandevoordt op 10 februari 2021 een nieuwe kans in doel van coach John van den Brom in de bekerwedstrijd tegen Sint-Truidense VV. Genk bekerde uiteindelijk verder door een 1-0-overwinning, en Vandevoordt zorgde dus voor een clean sheet. Na deze wedstrijd liet van den Brom weten voortaan voor Vandevoordt te kiezen als nieuwe eerste doelman van Genk. Vuković besloot terug te keren naar Australië wegens familiale redenen. Op 25 april 2021 won hij met Genk de Beker van België door in de finale Standard Luik met 1-2 te verslaan. Vandevoordt stond in deze finale de volle 90 minuten tussen de palen. Ook in de daaropvolgende Champions' Play-offs maakte Vandevoordt indruk met slechts vijf tegendoelpunten in zes wedstrijden en een gestopte strafschop van Hans Vanaken op de slotspeeldag.
Op 12 april 2022 maakte Genk bekend dat het een akkoord had bereikt met de Duitse club RB Leipzig over de toekomstige transfer van Vandevoordt in de zomer van 2024. Tot en met het seizoen 2023/24 zal Vandevoordt nog uitkomen voor Genk.

## Statistieken

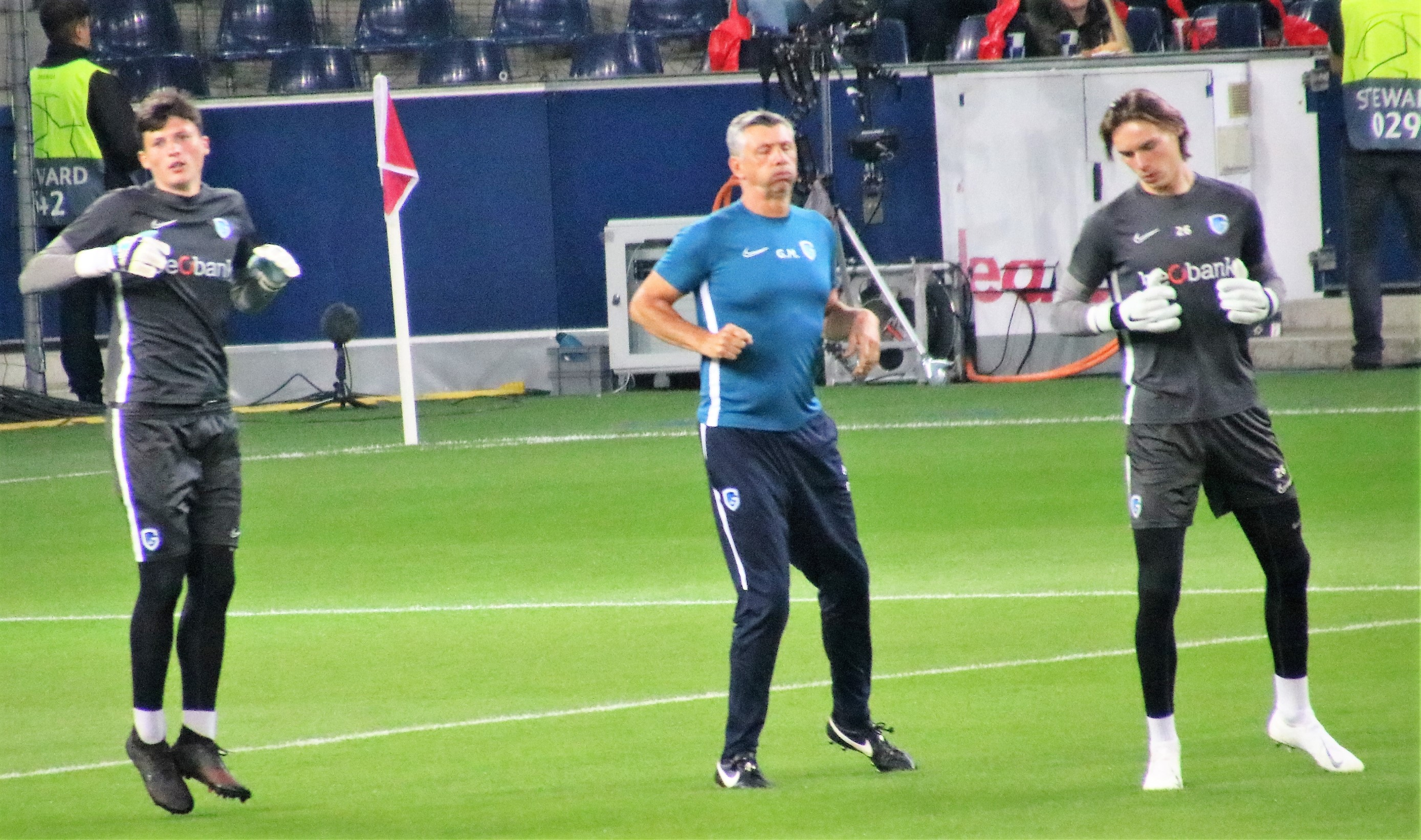
Vandevoordt (rechts) voor aanvang van de wedstrijd tegen Red Bull Salzburg.

| Seizoen         | Club            | Land               | Competitie      | Competitie | Competitie | Beker | Beker | Supercup | Supercup | Europees | Europees | Totaal | Totaal |
| Seizoen         | Club            | Land               | Competitie      | Wed.       | Dlp.       | Wed.  | Dlp.  | Wed.     | Dlp.     | Wed.     | Dlp.     | Wed.   | Dlp.   |
| --------------- | --------------- | ------------------ | --------------- | ---------- | ---------- | ----- | ----- | -------- | -------- | -------- | -------- | ------ | ------ |
| 2018/19         | KRC Genk        | Vlag van België    | Eerste klasse A | 0          | 0          | 0     | 0     | —        | —        | 0        | 0        | 0      | 0      |
| 2019/20         | KRC Genk        | Vlag van België    | Eerste klasse A | 4          | 0          | 2     | 0     | 0        | 0        | 1        | 0        | 7      | 0      |
| 2020/21         | KRC Genk        | Vlag van België    | Eerste klasse A | 16         | 0          | 4     | 0     | —        | —        | —        | —        | 20     | 0      |
| 2021/22         | KRC Genk        | Vlag van België    | Eerste klasse A | 38         | 0          | 1     | 0     | 1        | 0        | 8        | 0        | 48     | 0      |
| 2022/23         | KRC Genk        | Vlag van België    | Eerste klasse A | 40         | 0          | 3     | 0     | —        | —        | —        | —        | 43     | 0      |
| 2023/24         | KRC Genk        | Vlag van België    | Eerste klasse A | 41         | 0          | 0     | 0     | —        | —        | 9        | 0        | 50     | 0      |
| Club Totaal     | Club Totaal     | Club Totaal        | Club Totaal     | 139        | 0          | 10    | 0     | 1        | 0        | 18       | 0        | 168    | 0      |
| 2024/25         | RB Leipzig      | Vlag van Duitsland | Bundesliga      | 0          | 0          | 0     | 0     | —        | —        | 0        | 0        | 0      | 0      |
| Club Totaal     | Club Totaal     | Club Totaal        | Club Totaal     | 0          | 0          | 0     | 0     | 0        | 0        | 0        | 0        | 0      | 0      |
| Carrière totaal | Carrière totaal | Carrière totaal    | Carrière totaal | 139        | 0          | 10    | 0     | 1        | 0        | 18       | 0        | 168    | 0      |

## Interlandcarrière

### Jeugdelftallen
Vandevoordt speelde reeds voor diverse Belgische nationale jeugdselecties. In 2019 debuteerde hij bij België –19. Op 19 maart 2021 riep bondscoach Jacky Mathijssen hem voor het eerst op voor de nationale U21-selectie. Op 4 juni 2021 debuteerde hij voor de Belgische beloften in de EK-kwalificatiewedstrijd tegen Kazachstan (1-3-winst).

### Rode Duivels
Op 4 oktober 2024 werd Vandevoordt door bondscoach Domenico Tedesco voor het eerst geselecteerd voor de Rode Duivels voor de UEFA Nations League-wedstrijden tegen Italië en Frankrijk. Hij was naast Malick Fofana, Matte Smets en Cyril Ngonge een van de vier nieuwe gezichten.

## Palmares
| Belgisch kampioen  | 1x | 2018/19 |
| Belgische Supercup | 1x | 2019    |
| Beker van België   | 1× | 2020/21 |